# Sint-Willibrordusbasiliek (Echternach)

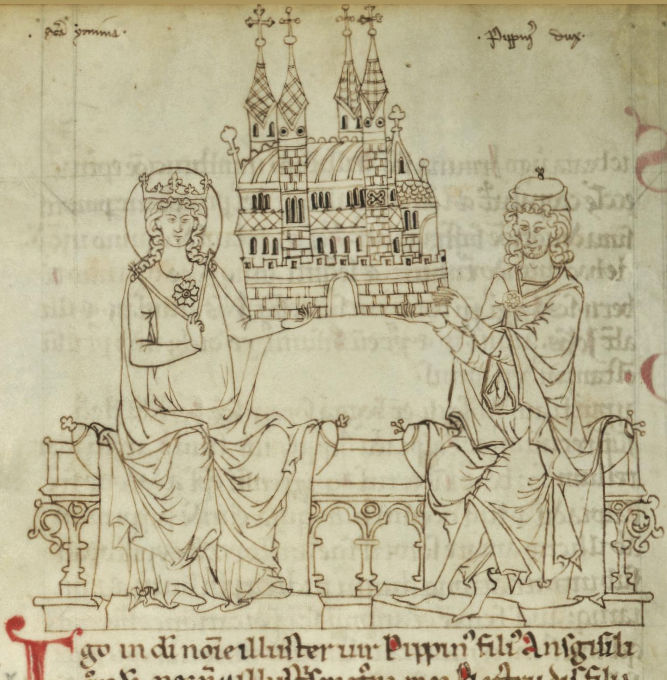
Schenking van Echternach aan Willibrord door Irmina van Oeren en Pepijn van Herstal, afbeelding uit het Liber aureus Epternacensis.

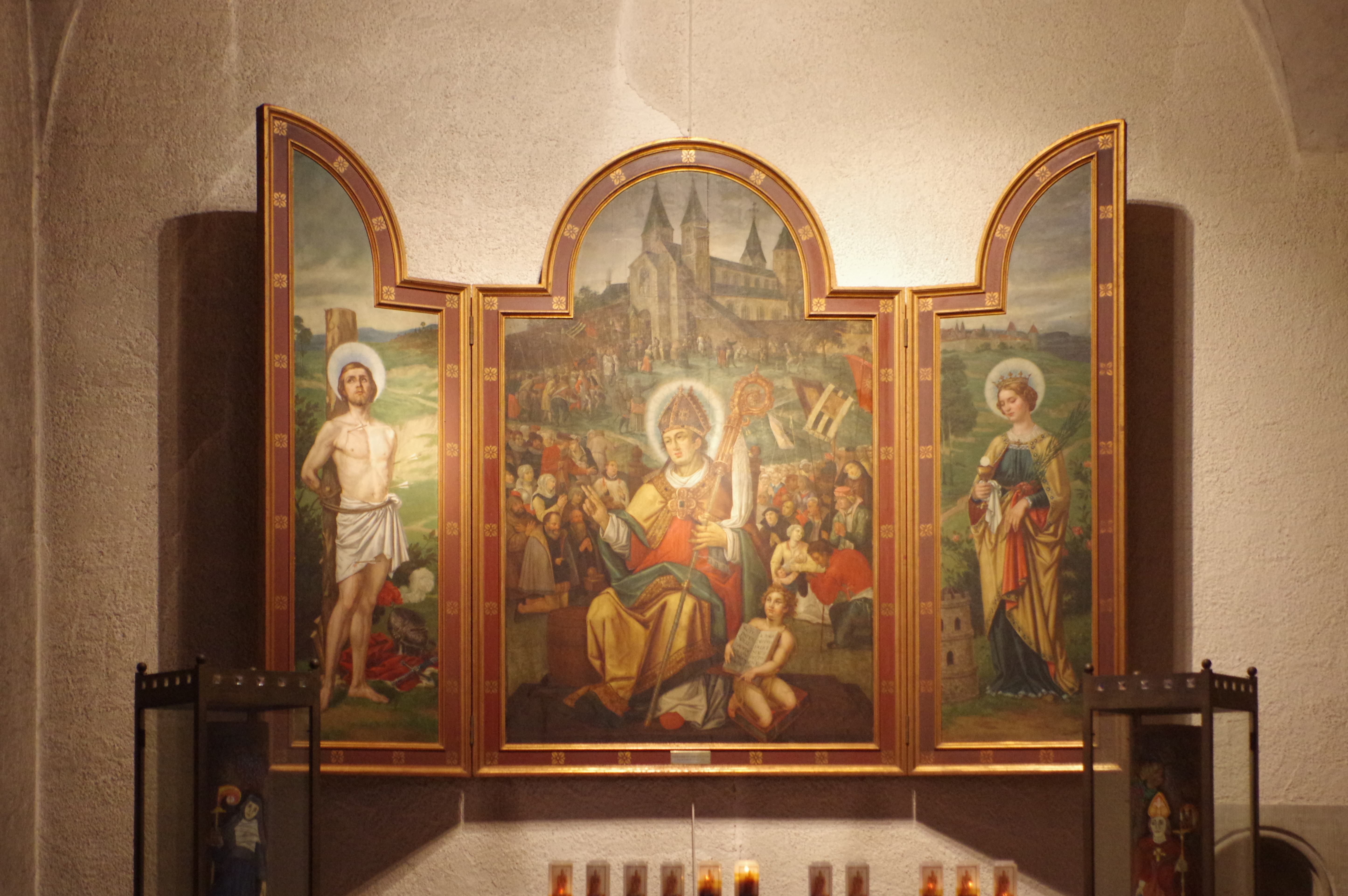
Triptiek van Anton Stevens (1604/1605)

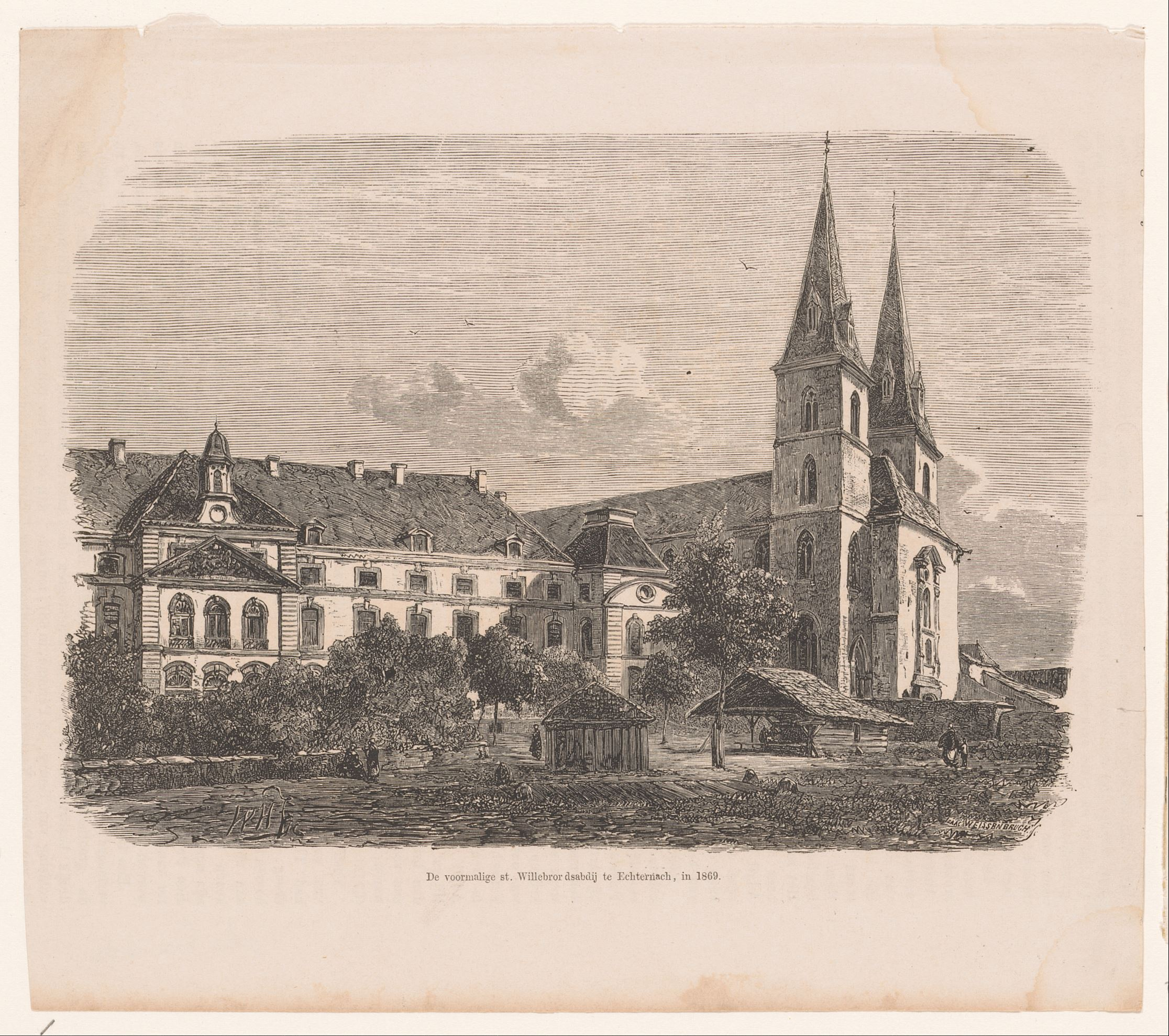
De abdijkerk in de 19e eeuw

De Sint-Willibrordusbasiliek (Luxemburgs: Willibrordbasilika, Duits: Sankt Willibrordusbasilika) is een basiliek in de Luxemburgse plaats Echternach. Ze is de kloosterkerk van de abdij van Echternach en de parochiekerk van de Parochie Regio Echternach Sint-Willibrord. De basiliek is toegewijd aan de missionaris Willibrord(us).

## Geschiedenis
Willibrord was een uit Northumbria afkomstige missionaris die zich in het laatste kwart van de 7e eeuw inzette voor de kerstening van de Friezen. Hij genoot daarbij bescherming van Pepijn van Herstal, hofmeier van het Frankische Rijk. In 695 werd Willibrord door de paus werd gewijd tot Aartsbisschop der Friezen. In 698 ontving Willibrord de eerste helft van een groot landgoed bij Echternach van Irmina van Oeren, een abdis nabij Trier en schoonmoeder van Pepijn van Herstal. Pepijn schonk hem in 706 ook de andere helft, waardoor Willibrord in staat werd gesteld om de abdij van Echternach te stichten en er een eenbeukige kerk bouwde. Willibrord overleed in 739 en werd begraven in Echternach. Al sinds de Middeleeuwen vindt jaarlijks de processie van Echternach plaats, waarbij hij door bedevaartsgangers wordt herdacht.
In 800 werd de oorspronkelijke Merovingische kerk uit 706 vervangen door een groter gebouw. De huidige crypte dateert uit die periode. De Karolingische kerk werd in 1016 door brand verwoest, waarna een nieuwe werd gebouwd die in 1031 door aartsbisschop Poppo van Trier werd gewijd. De afmetingen en architectonische indeling daarvan komen voor een groot deel overeen met die van het huidige gebouw. In 1795 werd het hertogdom Luxemburg ingelijfd bij de Eerste Franse Republiek. De Franse staat verbeurde de abdij en haar eigendommen en verkocht deze in 1797. De kerk was daarna tientallen jaren in gebruik als faiencefabriek, een van de torens fungeerde als schoorsteen.
De kerk raakte in verval en in 1856 stortte het gewelf van het middenschip in. Architect Antoine Hartmann herbouwde de kerk in neoromaanse stijl. Daarbij werden de torens van de westgevel herbouwd en een nieuw portiek gebouwd. Het geld voor de herbouw werd onder meer bijeengebracht door de Willibrordus-Bauveräin.
De relikwieën van Willibrord, die tijdelijk elders waren ondergebracht, kregen in 1906 een nieuwe behuizing in de kerk. De Merovingische stenen kist werd daarbij omhuld door een marmeren sarcofaag in de vorm van een reliekhouder op zuilen. Het geheel werd geplaatst voor de koortrap. In 1938 werd het monument verplaatst naar de confessio in de crypte onder de kerk. In 1939 verleende Paus Pius XII de kerk de status van basilica minor.
Een deel van de basiliek werd op 26 december 1944 door terugtrekkende troepen van de Duitse Wehrmacht opgeblazen. Opnieuw werd de kerk herbouwd, in de oorspronkelijke romaanse stijl, onder leiding van de architecten Hubert Schumacher en Michel Heintz. In mei 1949 vond de eerstesteenlegging plaats. Opnieuw zamelde de Willibrordus-Bauveräin geld in voor de herbouw. De basiliek werd in op 20 september 1953 gewijd door bisschop Léon Lommel, in aanwezigheid van onder anderen groothertogin Charlotte en haar familie, ministers Joseph Bech en Pierre Frieden en de architecten Schumacher en Heintz.
De Sint-Willibrordusbasiliek werd in 1989 als nationaal monument geclassificeerd. In 2022 kreeg de basiliek het Europees Erfgoedlabel.

## Beschrijving

### Exterieur
De basiliek is opgetrokken in zandsteen uit het Mullerthal, in de kleuren zandsteen groengrijs, geel en rood. Het gebouw heeft een rechthoekige plattegrond, vier torens en zadeldaken. Aan de westzijde een dubbeltorenfront, de vierkante torens zijn wat naar achteren geplaatst ten opzichte van de neoromaanse entreepartij. In de voorgevel zijn boven de entree een roosvenster (gebr. Probst) en in reliëf een wapenschild (ontwerp Charlotte Engels, uitvoering Henri Demuth) aangebracht. Het wapenschild toont de wapens van de voormalige 'Reichsabtei' (tweekoppige adelaar) en de stad Echternach onder de pauselijke insignia: het conopeum en de sleutels van Petrus. In de banderol het motto "Sub manu sulius Dei” (Onder de hand van God alleen). 
De achterste twee torens, die in de 19e eeuw werden afgebroken, zijn bij de naoorlogse restauratie herbouwd. Ze staan aan weerszijden van het koor en zijn lager dan de twee voorste.

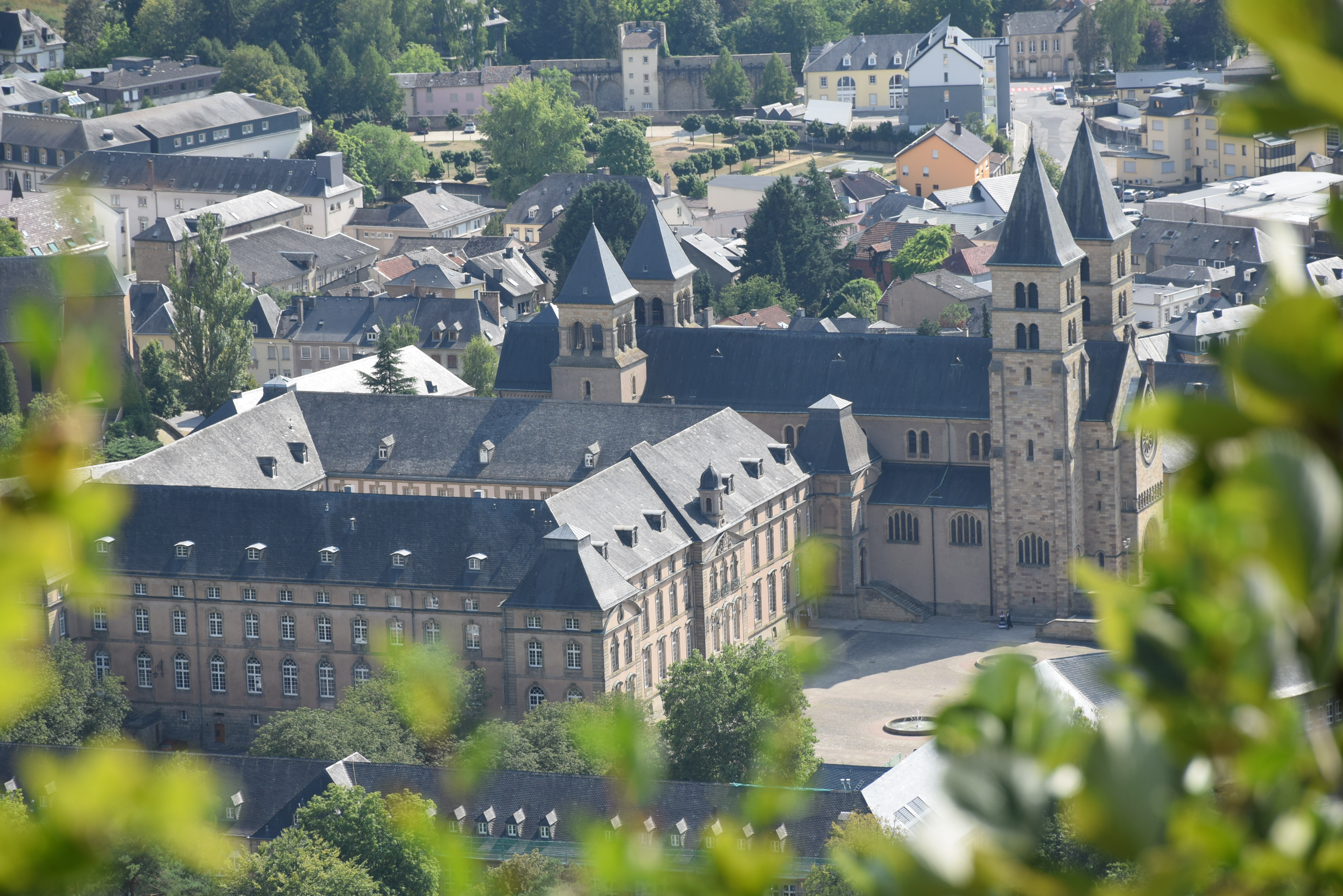
Zicht vanaf de Ernzer Berg, met op de voorgrond het Lycée classique d'Echternach
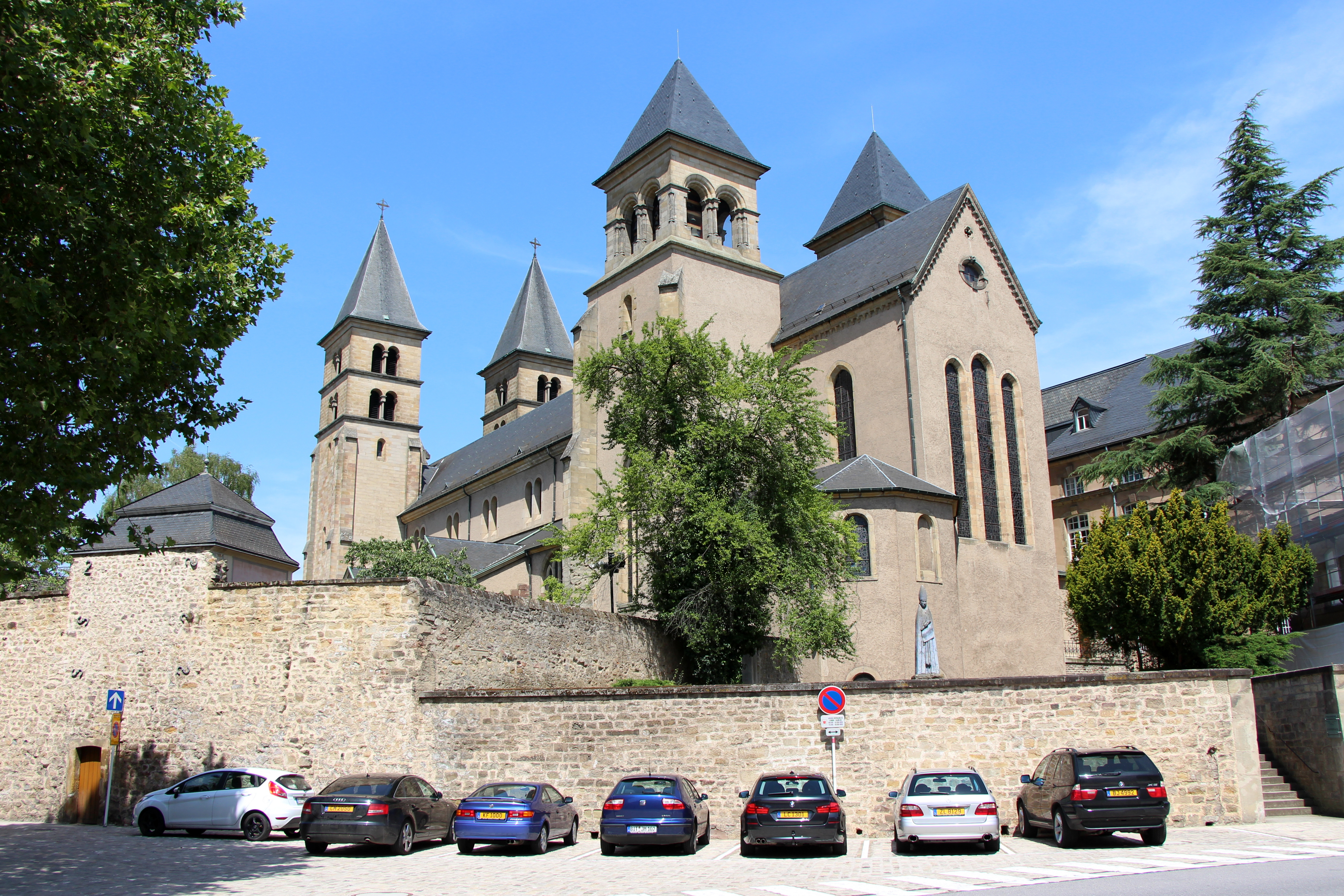
De basiliek gezien vanaf de achterzijde
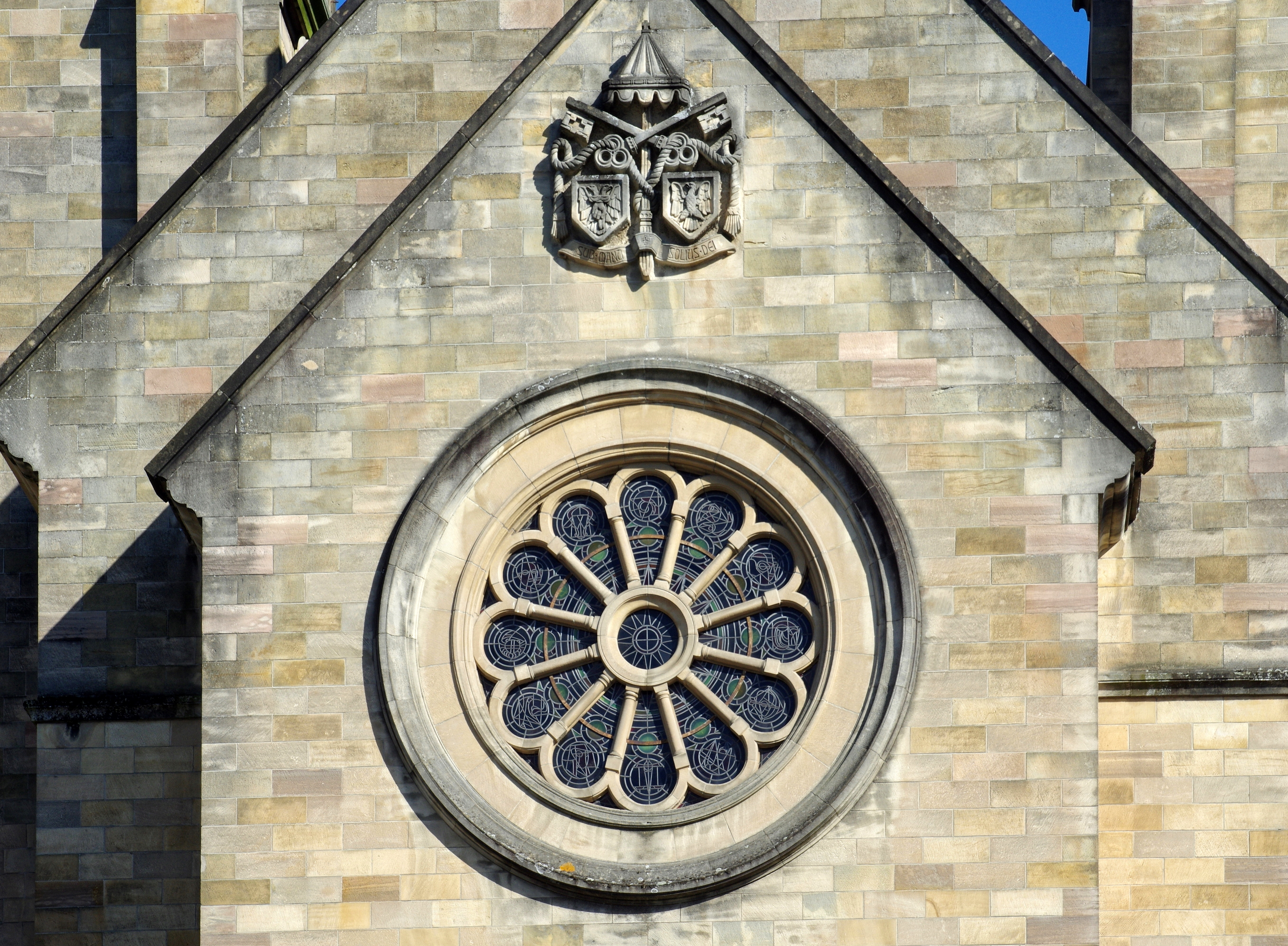
Roosvenster met wapens

### Interieur
De ruimte in de basiliek is over de lengte van de kerk ingedeeld in drie delen. Het schip wordt van de zijbeuken gescheiden door onderling verbonden bogen die op rusten op vierkante pijlers en ronde zuilen in een alternerend stelsel. Het interieur is sober gehouden.
In het koor staan twee altaren. Het onderste, het confessio-altaar, is opengewerkt, het staat vlak boven het graf van Willibrord en laat door een lichtschacht licht in de ondergelegen crypte vallen. De koorbanken (1912) met houtsnijwerk, aan weerszijden van het confessio-altaar, werden gemaakt door de Franse houtbeeldhouwer Théophile Klem uit Colmar. Op de scheiding naar het hoger deel van het koor staan twee monumentale houten beelden van Sint-Benedictus en Sint-Willibrordus (ca. 1700). Het hoofdaltaar heeft aan de voorzijde de vier evangelistensymbolen (1952), die werden gemodelleerd door Auguste Trémont en uitgevoerd in Romeins travertijn door Henri Demuth. Het hangende kruis boven het hoogaltaar is een combinatie van een laatgotisch corpus en een smeedijzeren kruis dat in 2022 in traditionele techniek werd vervaardigd door kunstenaar Johannes Nagel en dat Christus op de levensboom voorstelt.
In de aan het koor grenzende Sint-Sebastiaankapel (1635) staat een barokaltaar (1638) met een schilderij van de pestheiligen Sebastiaan en Rochus. In de kapel van de noordelijke zijbeuk staat een triptiek, een driedelige altaarstuk (1604/1605) van de Zuid-Nederlandse schilder Anton Stevens. Het toont op het middenstuk de bedevaart naar de heilige Willibrord, met in de linkerbovenhoek een groep springers met muzikanten. Het is de oudst bekende weergave van de Springprocessie. De biechtstoelen in de zijkapellen dateren eveneens uit het begin van de zeventiende eeuw. Ze werden gemaakt voor de Jezuïetenkerk, de huidige kathedraal van Luxemburg.
De kruisweg werd gemaakt door beeldhouwer Albert Hames, sluitstenen in de zijbeuken door Philippe Arnold. In het transept staat een kopie van een Merovingische ambo gevonden, het bij opgravingen gevonden origineel is overgebracht naar het Musée national d'archéologie, d'histoire et d'art.

#### Glas-in-loodramen
In de sacristie zijn vier glas-in-loodramen geplaatst met de symbolen van de vier evangelisten van Anton Wendling (1936) en het raam Invi am Pacis van Tony Hagen (1951-1952). Bij de restauratie na de Tweede Wereldoorlog werden in de basiliek nieuwe glas-in-loodramen geplaatst. Het iconografische programma van de ramen richt zich specifiek op het verhaal van Willibrord. Uitvoerenden waren vier Franse en vier Luxemburgse kunstenaars, onder leiding van chef d'équipe Jacques Le Chevallier. De koorramen zijn van Le Chevallier; in het transept en noordelijke rij hoge ramen van het schip zijn van François Gillen; de zuidelijke rij hoge ramen en roosvenster (met tekens van de dierenriem) van het westfront zijn van Émile en Joseph Probst; de ramen van de zijbeuken en kapellen van Jean Barillet, Théodore Hanssen en Gustave Zanter; de ramen in de doopkapel en Sint-Sebastiaanskapel van Paul Bony; de ramen boven de hoofdingang en in het trappenhuis zijn van Tony Hagen.

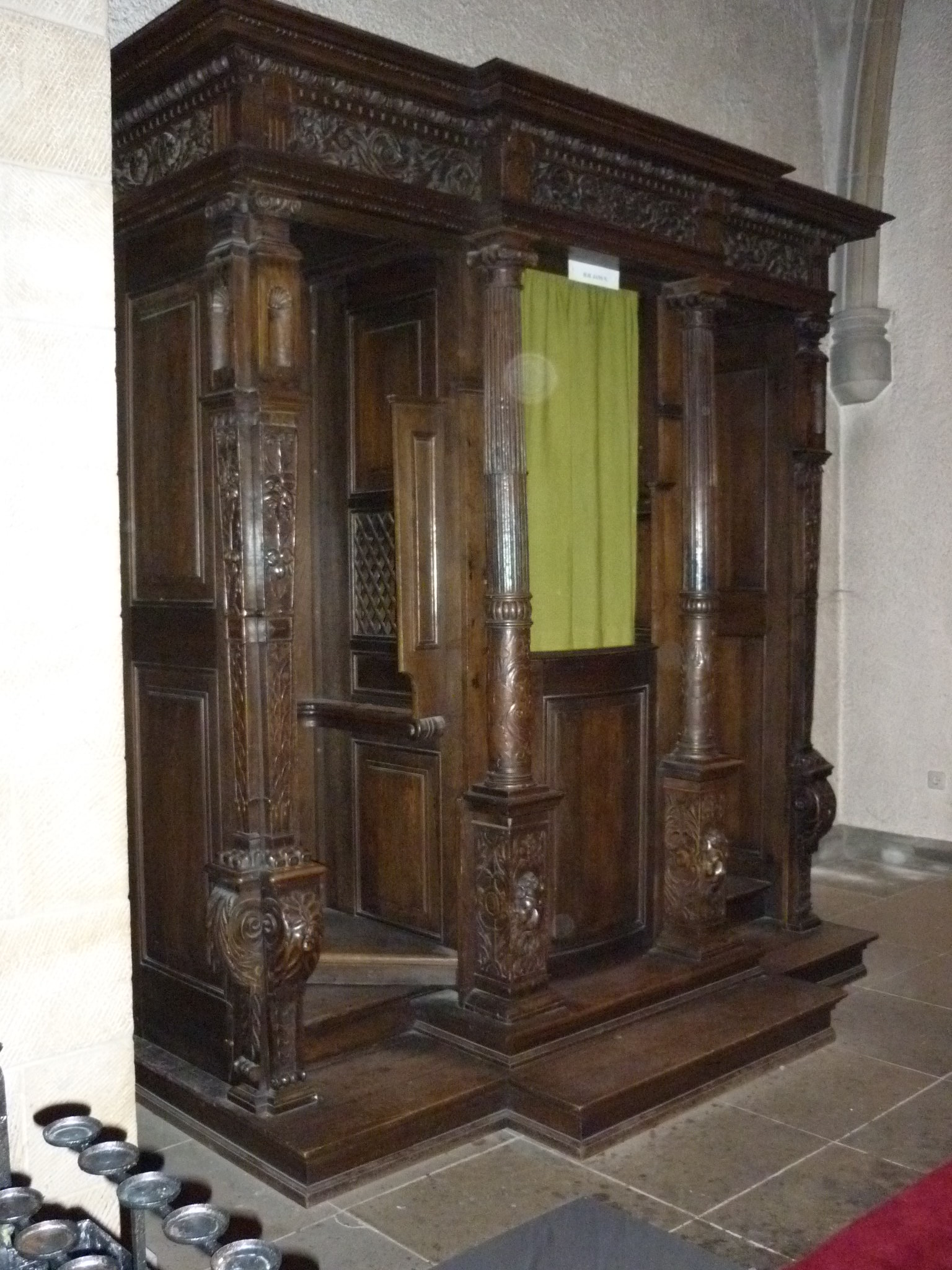
Biechtstoel
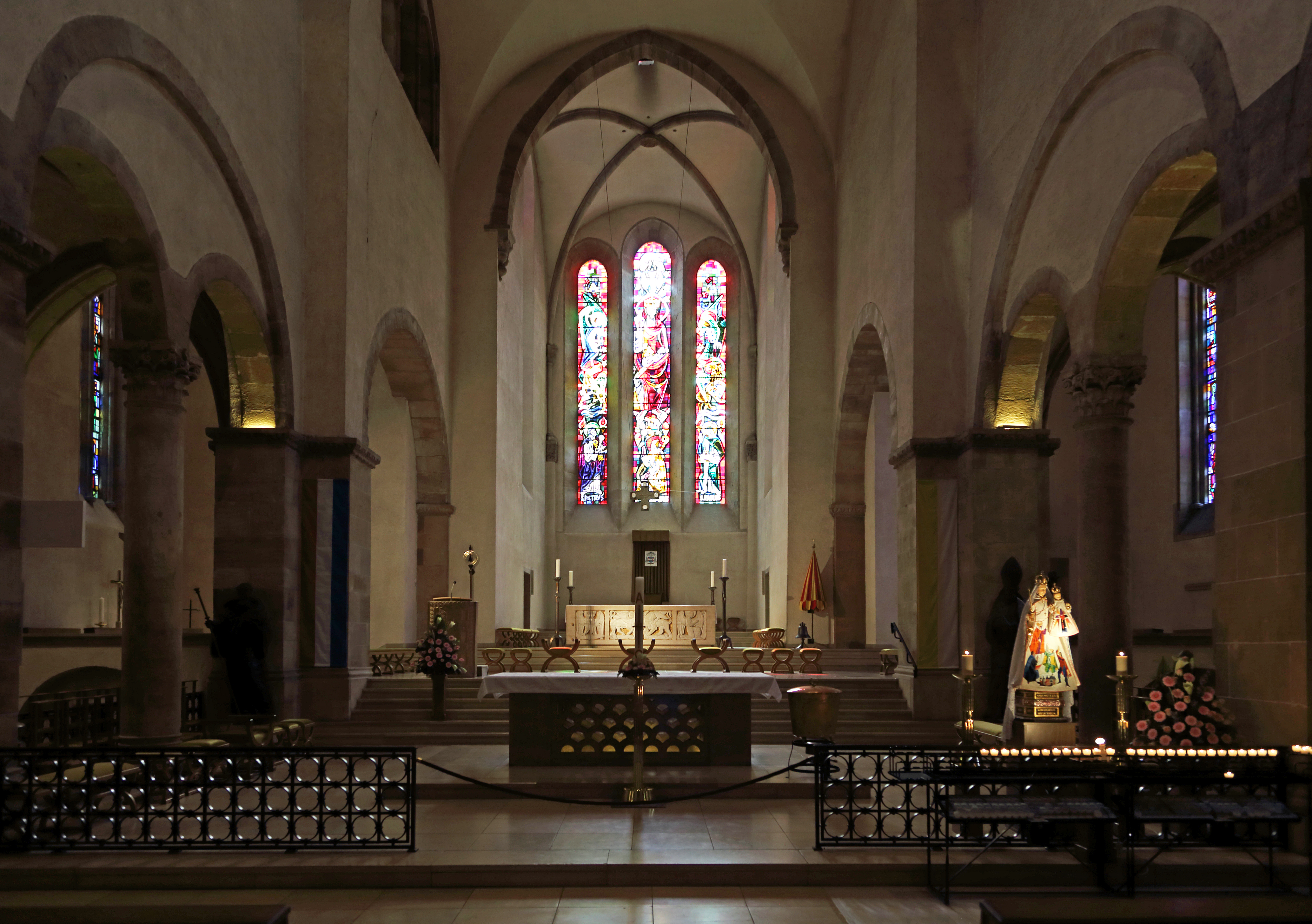
Zicht op het koor met de beide altaren
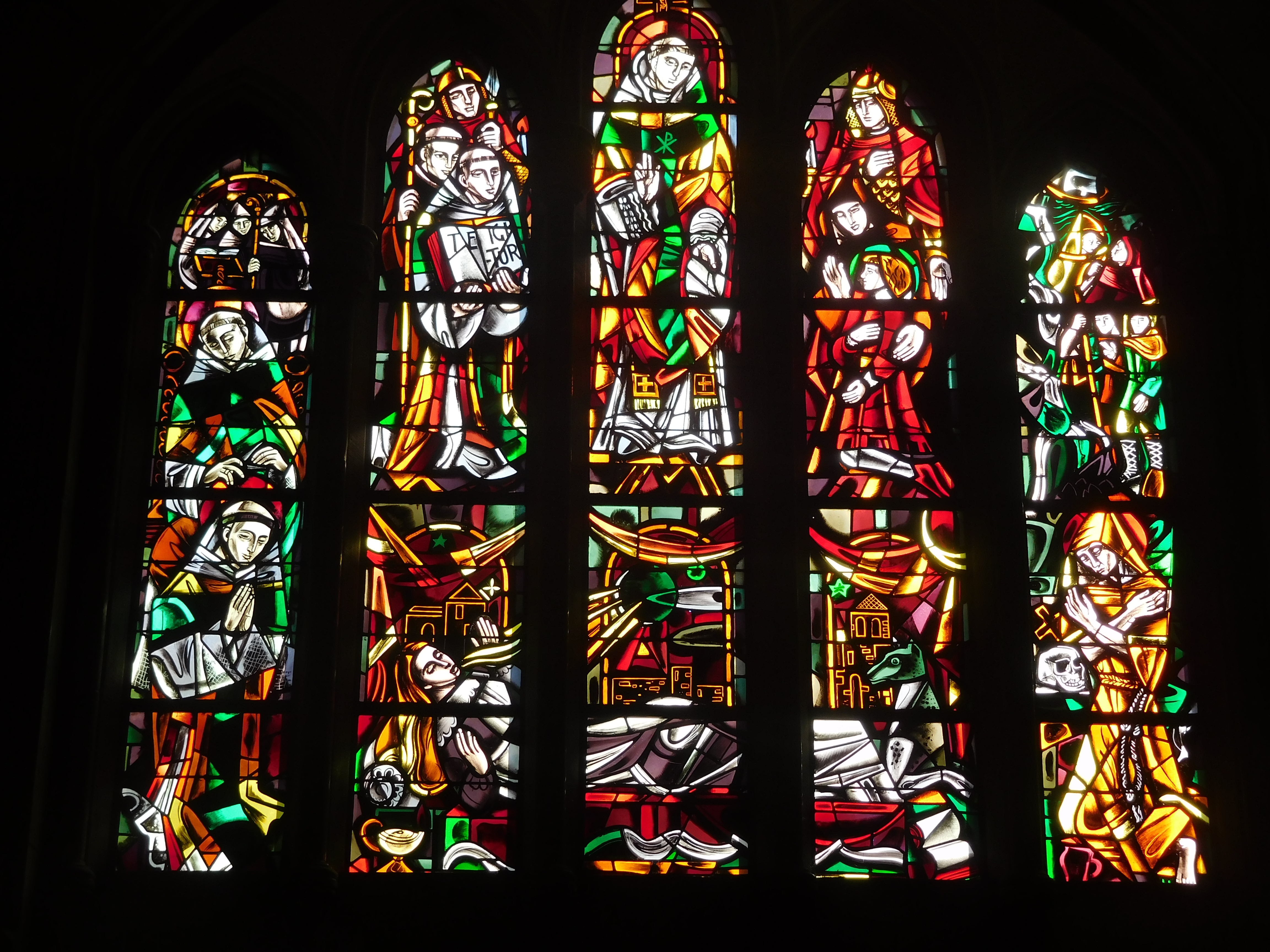
De geboorte en opvoeding van Willibrord (Théodore Hanssen)
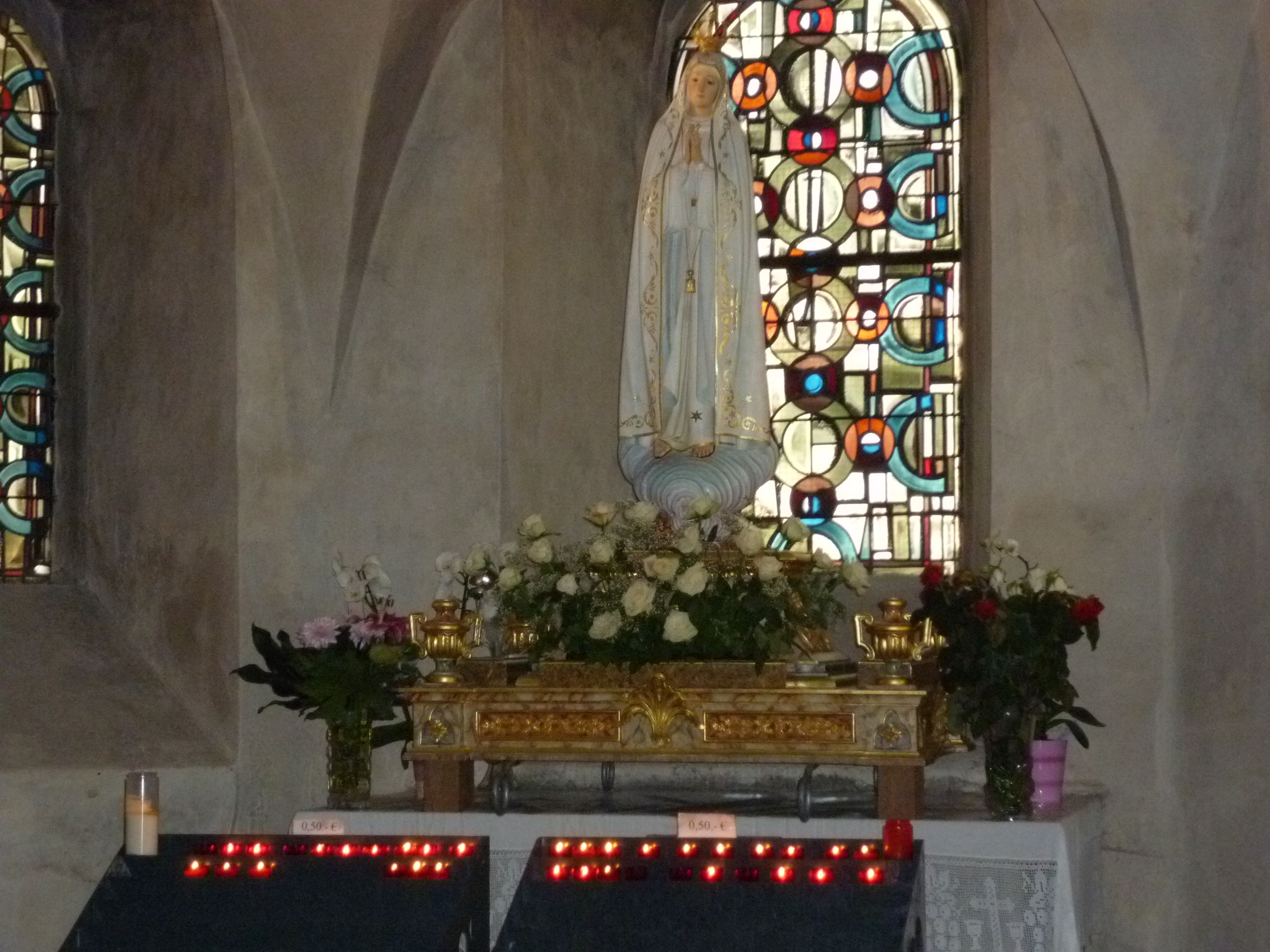
Laatgotische Madonna, die in 2018 aan de basiliek werd geschonken
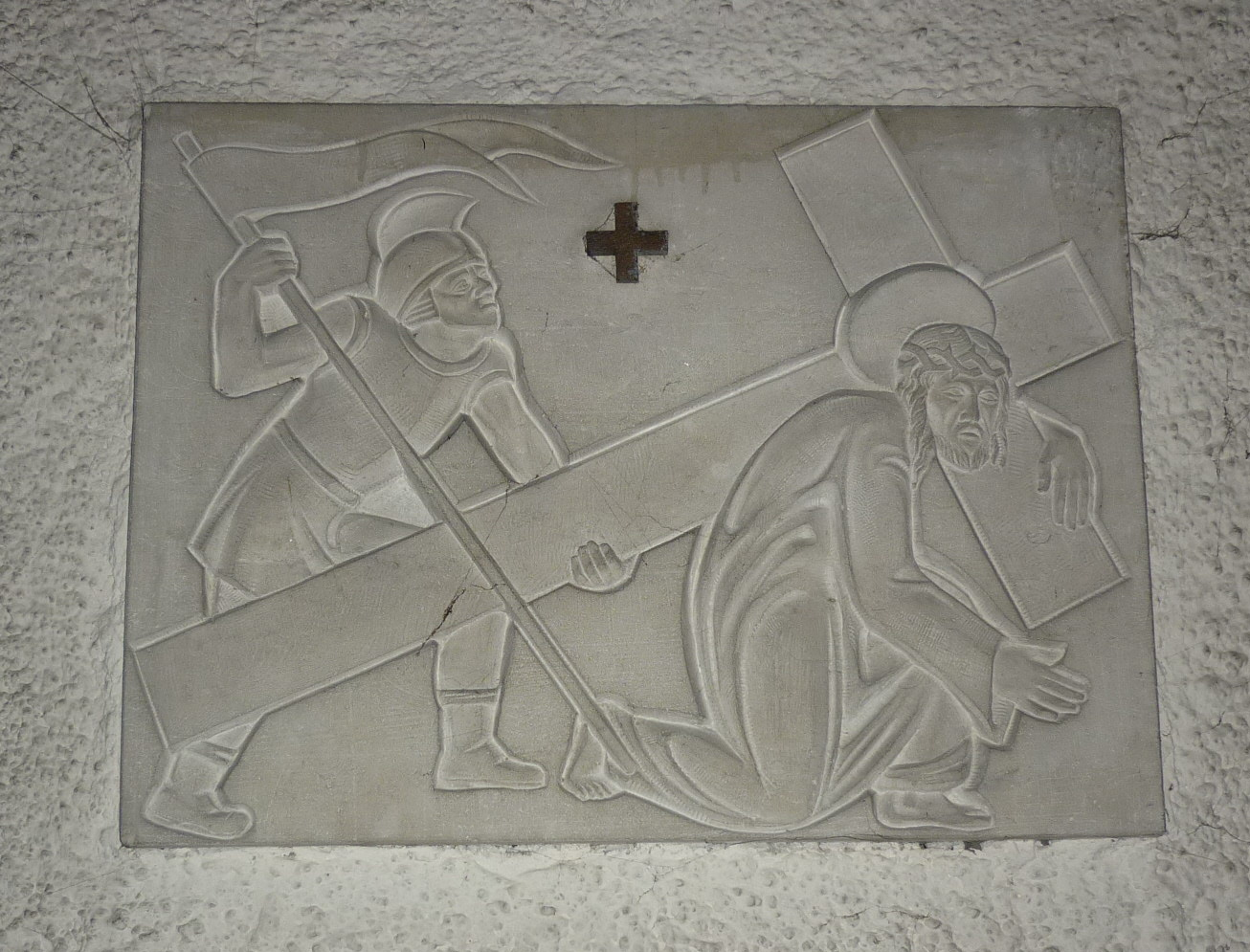
Detail van de kruisweg

#### Orgel
Het orgel van de basiliek werd in gebouwd in 1953 door de firma Johannes Klais uit Bonn en in 1991 vergroot. Het instrument heeft 74 registers, kegelladen, verdeeld over vier manualen en pedaal. De aandrijvingen zijn elektropneumatisch. De trompetsectie kan afzonderlijk op alle manualen en het pedaal worden aangesloten.

### Crypte
De crypte dateert oorspronkelijk uit de Karolingische periode. Onder de lichtschacht van het confessio-altaar staat de Merovingische sarcofaag van Willibrord, omringd door een neogotisch graf uit 1906. In de crypte zijn nog resten van 11e-eeuwse schilderingen te zien, met scènes uit het leven van Maria. De ramen zijn van de gebroeders Probst. Verder bevinden zich in de crypte twee sarcofagen van abten uit de vroege periode en de Willibrordusbron, die mogelijk in het verleden werd gebruikt om te dopen.

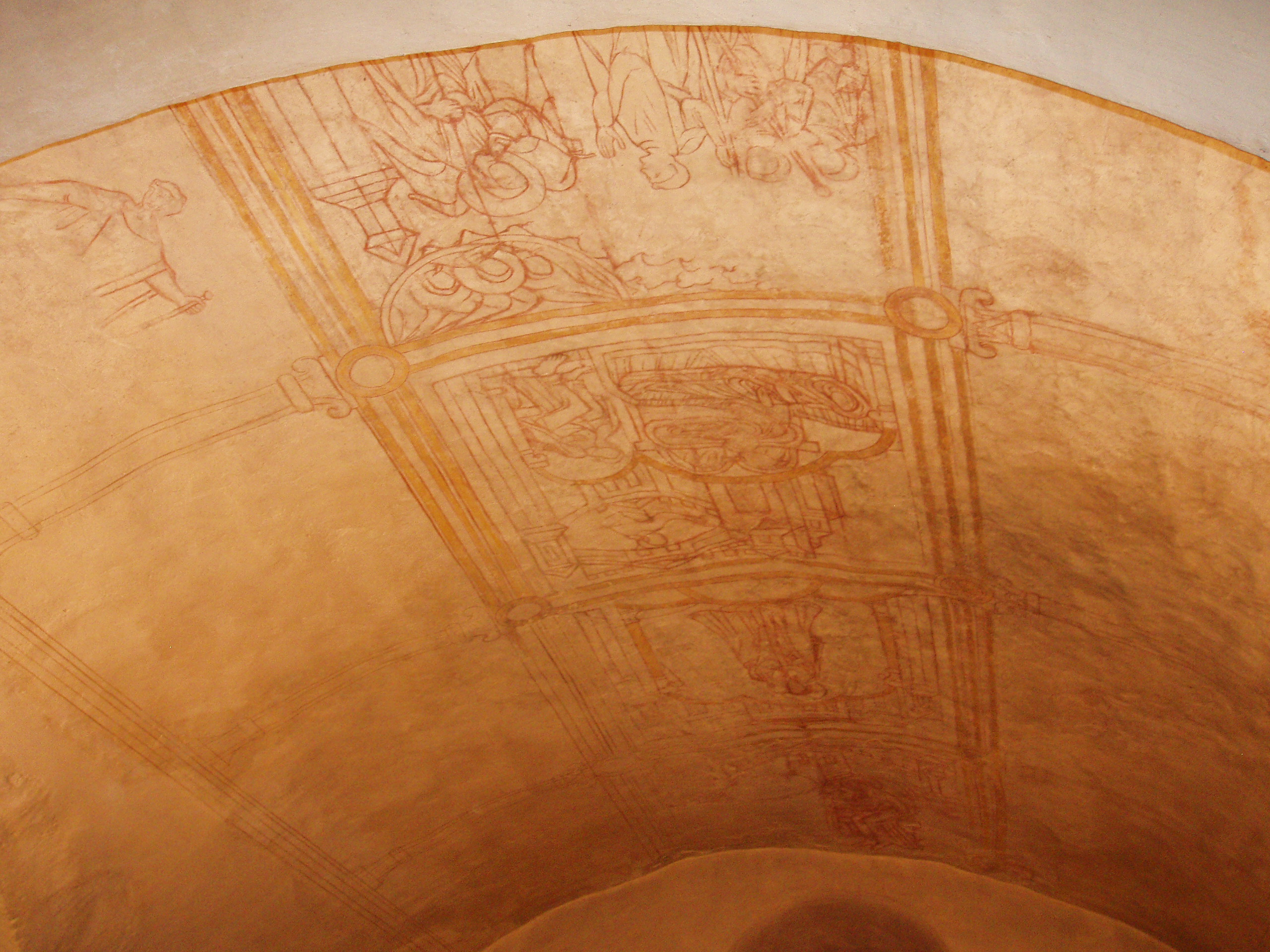
Schilderingen in de crypte
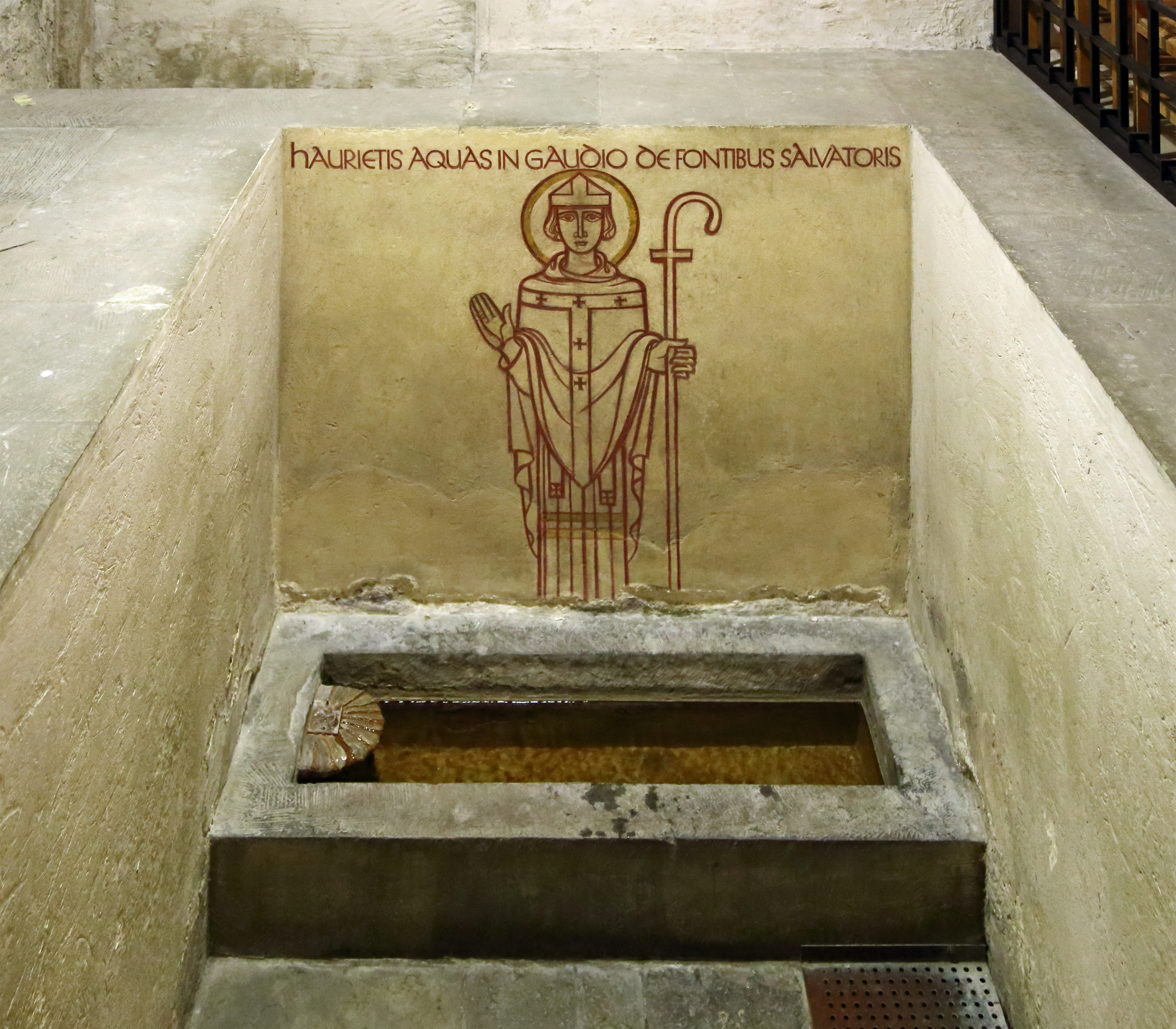
Willibrordusbron
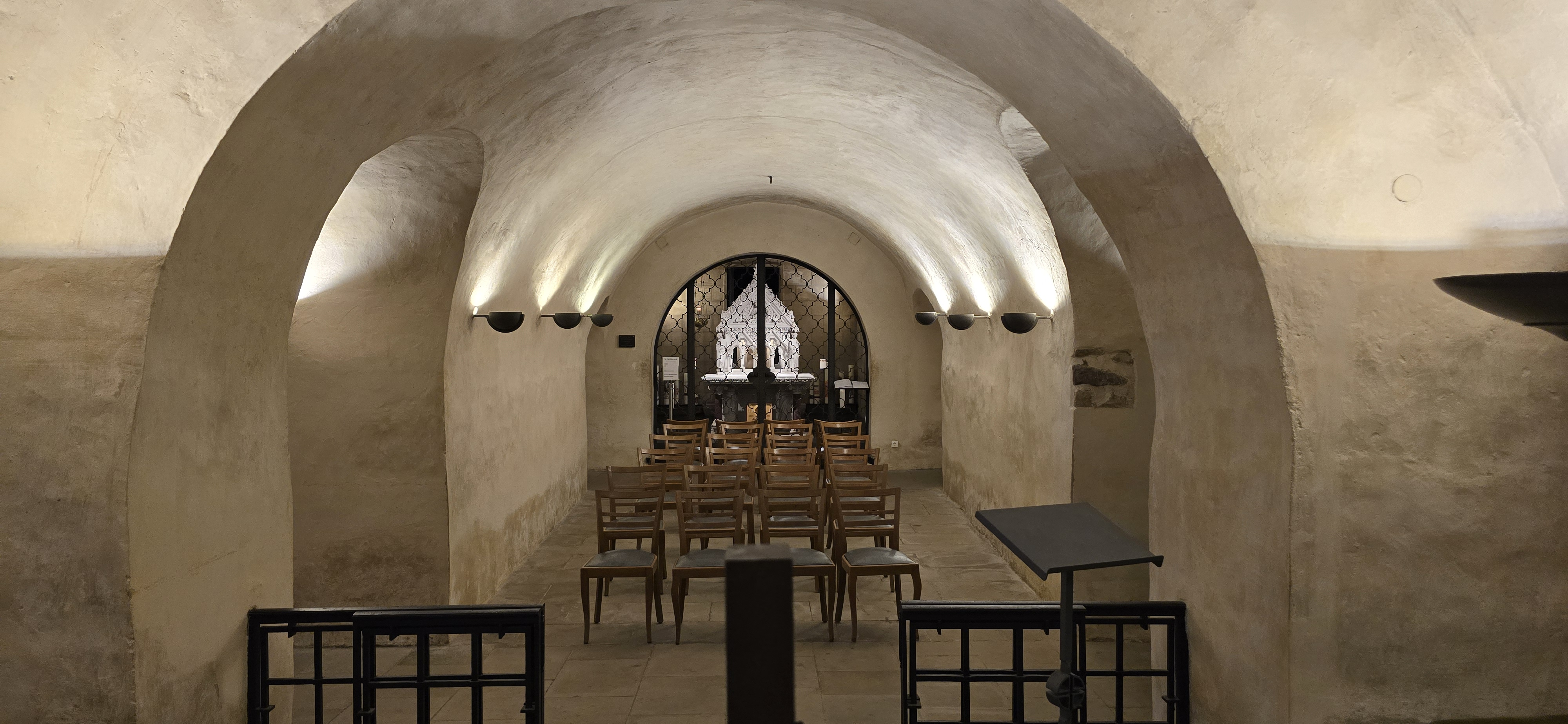
Deel van de crypte
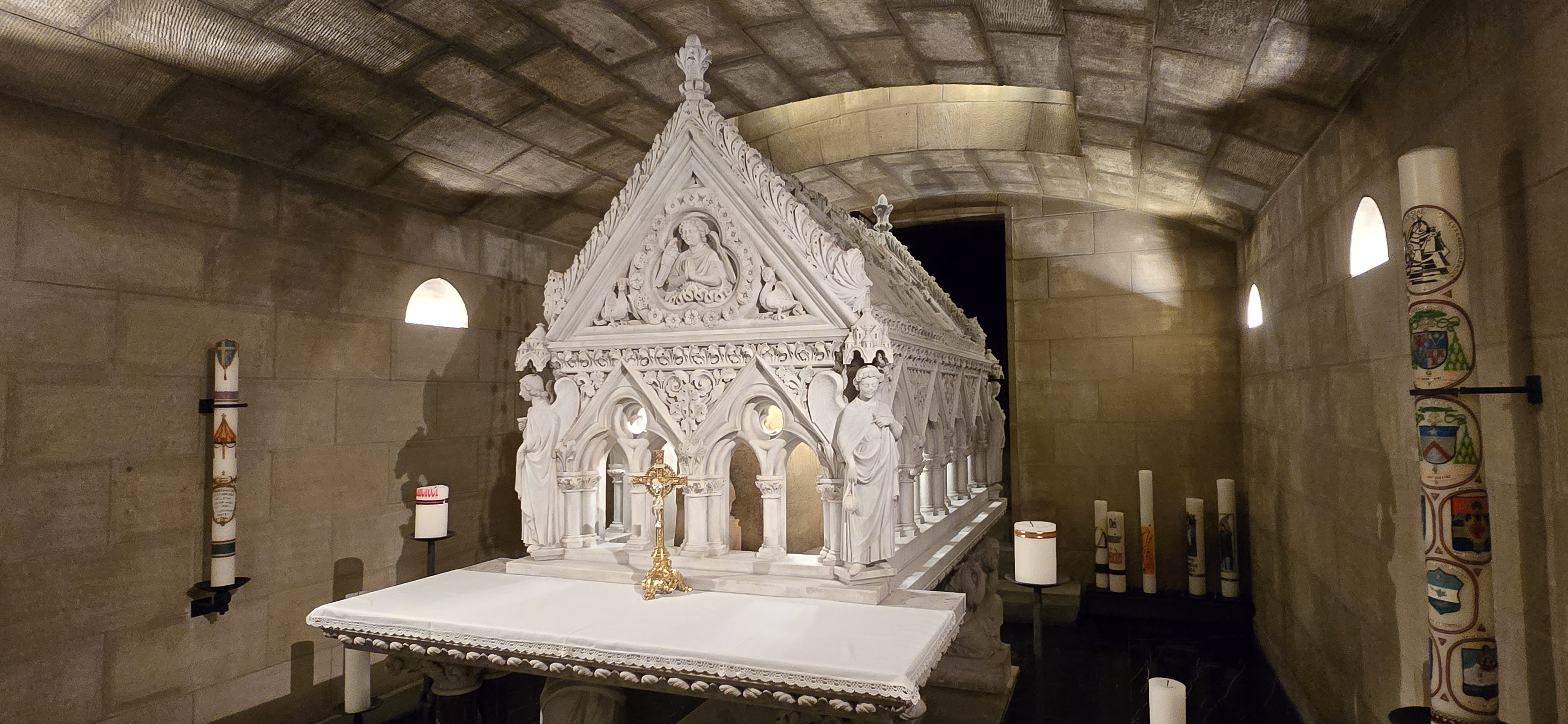
De sarcofaag van Willibrord

## Klokken
In de torens van de basiliek hangen negen klokken aan houten jukken. De twee grootste klokken luiden in de noordtoren, de andere in de zuidtoren, die ook een carillon heeft. De klokken werden door twee gieters gegoten.
De Sebastiaansklok luidt elke vrijdag om drie uur 's middags om het uur van Jezus' dood te herdenken. Het Angelus wordt elke dag om elf uur geluid met de benedictijnenbel. De Willibrordklok is met een gewicht van bijna 7 ton de zwaarste klok van het land.
| Klok | Naam             | Slagtoon (16tel) | Gewicht | Diameter | Gietjaar | Gieter                  |
| ---- | ---------------- | ---------------- | ------- | -------- | -------- | ----------------------- |
| 1    | Willibrord       | f0 +8            | 6985 kg | 2215 mm  | 2000     | Eifeler Glockengießerei |
| 2    | Benedictus       | as0 +80          | 5530 kg | 2000 mm  | 1999     | Eifeler Glockengießerei |
| 3    | Sebastian        | b0 +6            | 3100 kg | 1742 mm  | 1948     | H. Rüetschi, Aarau      |
| 4    | Regina pacis     | des1 +90         | 1800 kg | 1456 mm  | 1948     | H. Rüetschi             |
| 5    | Barbara          | es1 +30          | 1300 kg | 1320 mm  | 1948     | H. Rüetschi             |
| 6    | Wilgis           | f1 +7            | 920 kg  | 1160 mm  | 1948     | H. Rüetschi             |
| 7    | Irmina           | as1 +70          | 535 kg  | 967 mm   | 1948     | H. Rüetschi             |
| 8    | Plectrudis       | b1 +5            | 385 kg  | 874 mm   | 1948     | H. Rüetschi             |
| 9    | Johannes Baptist | c2 +6            | 355 kg  | 781 mm   | 1999     | Eifeler Glockengießerei |